# ジョタ・シルヴァ
ジョタ・シルヴァ（Jota Silva）こと、ジョアン・ペドロ・フェレイラ・シルヴァ（João Pedro Ferreira Silva、1999年8月1日 - ）は、ポルトガル・ゴンドマール出身のプロサッカー選手。プレミアリーグ・ノッティンガム・フォレストFC所属。ポルトガル代表。ポジションはフォワード。

## 来歴
ゴンドマールで生まれた。
2020年9月13日、リーガ・ポルトゥガル2のカーザ・ピア戦でプロデビューを果たした。
2021年1月、カーザ・ピアACに移籍した。
2022年6月1日、ヴィトーリア・ギマランイスに移籍した。2022年6月21日、ポルティモネンセ戦で移籍後初ゴールを決めた。
2024年8月1日、ノッティンガム・フォレストに移籍し、4年契約を結んだ。8月24日、サウサンプトン戦でプレミアリーグデビューを果たした。8月28日、EFLカップ2回戦でニューカッスル・ユナイテッドと対戦。同試合では移籍後初ゴールを決めた。

## エピソード
見た目や容姿がマンチェスター・シティのイングランド代表FWジャック・グリーリッシュに似ているため「ポルトガルのグリーリッシュ」と言われている。